# Loobu
Loobu est un village de la Commune de Kadrina du Comté de Viru-Ouest en Estonie.
Au 31 décembre 2011, il compte 46 habitants.